# Unikornis Akadémia
Az Unikornis Akadémia (eredeti cím: Unicorn Academy) 2023-tól vetített kanadai 3D-s számítógépes animációs kalandsorozat, amelyet Michelle Lamoreaux és Robert Lamoreaux alkotott, Julie Sykes azonos című mesekönyve alapján.
Kanadában és Magyarországon 2023. november 2-án mutatta be a Netflix.

## Ismertető
Amikor egy sötét erő az Egyszarvú-sziget elpusztításával fenyeget, egy bátor tinédzsernek és öt iskolatársának fel kell lázadnia, hogy megvédjék szeretett mágikus akadémiájukat.

## Szereplők
| Szereplő            | Eredeti hang        | Magyar hang         |
| ------------------- | ------------------- | ------------------- |
| Sophia Mendoza      | Sara García         | Csuha Bori          |
| Ava Banji           | Sadie Laflamme-Snow | Laudon Andrea       |
| Isabel Armstrong    | Gabriella Kosmidis  | Kardos Eszter       |
| Valentina Furi      | Kari Wong           | Boldog Emese        |
| Layla Fletcher      | Kamaia Fairburn     | Károlyi Lilla       |
| Rory Carmichael     | Kolton Stewart      | Kenéz Ágoston       |
| Ravenzella          | Jennifer Hale       | Andrádi Zsanett     |
| Mr. Evelyn Primrose | Rosemary Dunsmore   | Udvarias Anna       |
| Fernakus            | Paul Van Dyck       | Gardi Tamás         |
| Miles Mendoza       | Carlos Diaz         | Seder Gábor         |
| Ash                 | Ian Ronningen       | Petridisz Hrisztosz |
| Crimsette           | Ana Sani            | Hermann Lilla       |

### Magyar változat
- Magyar szöveg: Berkes Dóra
- Dalszöveg: Nádasi Veronika
- Felvevő hangmérnök: Lipics Bálint
- Hangmérnök: Gajda Mátyás
- Vágó: Kránitz Bence
- Gyártásvezető: Újréti Zsuzsa
- Szinkronrendező: Pupos Tímea
- Zenei rendező: Weichinger Kálmán
- Produkciós vezető: Haramia Judit

A szinkront az Iyuno Hungary készítette.

## Epizódok
| Sor. | Év. | Cím                                             | Rendező                                        | Író                                                 | Premier           |
| ---- | --- | ----------------------------------------------- | ---------------------------------------------- | --------------------------------------------------- | ----------------- |
| 1.   | 1.  | Unikornis Akadémia (Unicorn Academy)            | Andrew Tan, Florian Wagner és Cassandra Mackay | Adam Wilson, Melanie Wilson LaBracio és Julie Sykes | 2023. november 2. |
| 2.   | 2.  | A titkos templom (The Hidden Temple)            | Andrew Tan, Florian Wagner és Craig George     | Lila Scott, Julie Sykes és Michelle Lamoreaux       | 2023. november 2. |
| 3.   | 3.  | A verseny (The Race)                            | Andrew Tan, Florian Wagner és Craig George     | Han-Yee Ling, Julie Sykes és Michelle Lamoreaux     | 2023. november 2. |
| 4.   | 4.  | A gonosz könyve (The Book of Grim)              |                                                | Kelsey Calaitges és Robert Lamoreaux                | 2023. november 2. |
| 5.   | 5.  | A Csillagfényes tó mélyén (Under Starglow Lake) |                                                | Robert Lamoreaux                                    | 2023. november 2. |
| 6.   | 6.  | A Látomások Vize (The Vision Pool)              |                                                | Robert Lamoreaux                                    | 2023. november 2. |
| 7.   | 7.  | Törött drágakő (The Broken Gem)                 |                                                | Robert Lamoreaux                                    | 2023. november 2. |
| 8.   | 8.  | Ravenzella bosszúja (Ravenzella's Revenge)      |                                                | Kelsey Calaitges és Robert Lamoreaux                | 2023. november 2. |
| 9.   | 9.  | Meggyógyított szívek (Mended Hearts)            |                                                | Robert Lamoreaux és Lila Scott                      | 2023. november 2. |